# Octopus's Garden
Octopus's Garden (Starkey) är en låt av The Beatles inspelad och utgiven 1969. Det är en av de två låtar som Ringo Starr skrev i gruppen (den andra är "Don't Pass Me By").

## Låten och inspelningen
Starr påbörjade denna sång under den semester han tog efter att ha lämnat Beatles (22 augusti–5 september 1968). Han vistades på Sardinien där han fick höra historier om hur bläckfiskar bygger små trädgårdar på havsbotten och inspirerades därmed till texten, som kanske även uttrycker hans önskan om att vara var som helst utom i närheten av gruppen vid denna tidpunkt. Starr fick stor uppmuntran från de tre andra gruppmedlemmarna, troligen för att han så sällan skrev låtar. Låten sattes vid fyra olika tillfällen (26, 29 april, 17, 18 juli 1969) och kom med på LP:n Abbey Road som utgavs i England och USA 26 september respektive 1 oktober 1969.